# Кара-Кыргыз автономиялууоблусуна 100 жыл
Кара-Кыргыз автономиялуу облусуна 100 жыл — 1924-жылы 14-октябрда СССР курамында түзүлгөн Кыргызстандын алгачкы мамлекеттик-административдик бирдиги. Бул дата кыргыз мамлекеттүүлүгүнүн жаңы баскычынын башталышы катары тарыхта калат. 2024-жылы бул окуянын 100 жылдыгы белгиленүүдө.

## Тарыхый негиздери
XIX кылымда тянь-шандык кыргыздар Россия империясы менен дипломатиялык жана аскердик байланыш түзгөн. 1863-жылдын 13-октябрында Черик уруусунун өкүлдөрү — Турдуке баатыр жана хан Карымшак — падыша Александр II тарабынан Россиянын курамына ыктыярдуу кабыл алынган. Бул окуя Кыргызстандын түндүк аймактарынын Россия империясынын коргоосуна өтүшүнө жол ачкан.
1924-жылдын сентябрында Түркстан КБКнын (ЦИК) чечими менен кыргыз жерлери толугу менен Түркстан АССРинин курамынан чыгарылып, 14-октябрда Кара-Кыргыз автономиялуу облусу түзүлгөн.

## Совет доору
1925-жылы облус Кыргыз автономиялуу облусу деп аталып, 1926-жылдын 1-февралында Кыргыз АССРи, ал эми 1936-жылдын 5-декабрында Кыргыз ССРи макамын алган. Совет мезгилинде кыргыз мамлекеттик башкаруу түзүмү, билим берүү, маданият жана экономика тармагында ири өзгөрүүлөр болду.

## 1963-жылдагы 100 жылдык маараке
1963-жылы Кыргызстандын Россия курамына ыктыярдуу кошулгандыгынын 100 жылдыгы мамлекеттик деңгээлде белгиленди. Маараке Фрунзе шаарында СССРдин союздук республикаларынын катышуусунда өткөрүлдү. Кыргыз ССРи Ленин ордени менен сыйланган, 770 адамга «Кыргыз элинин Россияга ыктыярдуу кошулушунун 100 жылдыгы» медалы тапшырылган.

## Эгемендик мезгилиндеги изилдөөлөр
Эгемендүүлүк жылдарында кыргыз тарыхчылары Кара-Кыргыз автономиялуу облусунун түзүлүшүнүн себептери жана мааниси боюнча илимий эмгектерди жарыялашты. 2003-жылы Т. Өмүрбеков докторлук диссертациясында 1863-жылдагы ыктыярдуу кошулуу фактыларын архивдик материалдар менен тастыктаган.

## Эстеликтер жана белгилер
- Фрунзе шаарында (азыркы Бишкек) «Достук монументи» орнотулган — ал Кыргызстандын Россия курамына ыктыярдуу кошулгандыгынын 100 жылдыгына арналган.
- 1963-жылы атайын мааракелүү стол медалы чыгарылган.

## Адабияттар
1. Джамгерчинов Б. Присоединение Киргизии к России. — М., 1959.
2. Ө. Осмонов. Кыргызстан тарыхы (Байыркы доордон азыркы мезгилге чейин). — Б., 2014.
3. Центральный комитет коммунистическая партия Киргизии. Протокол №3/П от 18, 22, 23 января 1963 г.
4. Президиум Верховного Совета Киргизской ССР. Протокол №6. 1963 г.
5. Токторбек Өмүрбектегин, Тынчтыкбек Чоротегин. Түндүк Кыргызстандын Орусияга караталышы. — Б., 1992.

1. ↑  Джамгерчинов Б. Присоединение Киргизии к России. — М., 1959.
2. ↑  Ө. Осмонов. Кыргызстан тарыхы (Байыркы доордон азыркы мезгилге чейин). — Б., 2014.
3. ↑  Токторбек Өмүрбектегин, Тынчтыкбек Чоротегин. Түндүк Кыргызстандын Орусияга караталышы. — Б., 1992.
4. ↑  Центральный комитет коммунистическая партия Киргизии. Протокол №3/П от 18, 22, 23 января 1963 г.
5. ↑  Токторбек Өмүрбектегин, Тынчтыкбек Чоротегин. Түндүк Кыргызстандын Орусияга караталышы. — Б., 1992.